# آل ميلغروم
آل ميلغروم (بالإنجليزية: Al Milgrom)‏ مواليد 6 مارس 1950 في ديترويت، هو رسام، كاتب ومحرر قصص مصورة أمريكي. عمل في مارفل كومكس. اشترك في صنع شخصية فايرستورم. نشأ في ديترويت وتخرج من جامعة ميشيغان في 1972 حيث بدأ مسيرته في القصص المصورة في تلك السنة.

## أعمال
عمل على العناوين التالية:
- فايرستورم
- ديتكتيف كومكس
- المنتقمون
- كابتن أمريكا